# Турички
Турички́ (укр. Турички) — село в Турье-Реметовской сельской общине Ужгородского района Закарпатской области Украины.
Население по переписи 2001 года составляло 220 человек. Почтовый индекс — 89215. Телефонный код — 3145. Занимает площадь 2,124 км². Код КОАТУУ — 2123284501.